# Halil Ağan
Halil Ağan (* 25. Mai 1956 in Eskişehir) ist ein ehemaliger türkischer Fußballspieler.

## Sportlicher Werdegang
Ağan entstammt der Jugend von Eskişehirspor, wo er auch seine ersten Schritte im Erwachsenenbereich machte und mit dem Klub in der 1. Lig spielte. Da er sich jedoch nicht dauerhaft als Stammspieler etablieren konnte, wurde er 1978 zum Erstligaaufsteiger MKE Kırıkkalespor transferiert. Mit dem Klub erreichte er das gegen Altay Izmir verlorene Halbfinale im Türkiye Kupası 1978/79, mit vier Treffern wurde er dabei gemeinsam mit acht weiteren Spielern Torschützenkönig des Wettbewerbs. Die Erstliga-Spielzeit 1978/79 verlief unterdessen weniger erfolgreich, mit nur fünf Saisonsiegen beendete er mit dem Klub dessen einzige Saison auf höchstem Niveau auf dem letzten Tabellenplatz. Dabei avancierte er mit 29 Saisoneinsätzen zum häufigst eingesetzten Erstligaakteur des Klubs, mit vier Saisontoren rangiert er in der vereinsinternen Statistik gleichauf mit Burhan Bıçaklar hinter dem sechs Mal erfolgreichen Asım Gündüz.
Ağan wechselte zum Zweitligisten Kocaelispor, mit dem er in der Spielzeit 1979/80 als Staffelsieger den Erstligaaufstieg schaffte. Mit dem Klub platzierte er sich in den folgenden Jahren im mittleren Tabellenbereich. 1983 zog er zum Zweitligisten Mardinspor weiter, mit dem er 1986 in die Drittklassigkeit abstieg. Später lief er für Menemenspor auf, ehe er sich 1991 reamateurisieren ließ.